# Енергія зв'язку
Енергією зв'язку складної системи зв'язаних об'єктів називають різницю між сумою енергій складових частин, взятих окремо й енергією системи у зв'язаному стані.
{\displaystyle \Delta E=\sum _{i}E_{i}-E,\,}
де {\displaystyle \Delta E} — енергія зв'язку, {\displaystyle E_{i}} — значення енергії складових, взятих окремо, E — енергія складної системи.
Саме така енергія виділяється у вигляді теплової внаслідок утворення зв'язаного стану, наприклад, під час хімічної реакції. Саме таку енергію потрібно витратити, щоб розділити складові частини зв'язаної системи.
У фізиці та хімії енергія зв'язку — найменша кількість енергії, необхідна для видалення частинки із системи частинок або для розділення системи частинок на окремі частини. У першому значенні термін переважно використовують у фізиці конденсованих середовищ, атомній фізиці та хімії, тоді як у ядерній фізиці йому відповідає термін енергія відокремлення. Зв'язана система зазвичай має нижчий енергетичний рівень, ніж її незв'язані складові. Відповідно до теорії відносності, зменшення ΔE повної енергії системи супроводжується зменшенням повної маси на Δm, де Δmc2 = ΔE.

## Типи
Існує кілька типів енергії зв'язку, кожен з яких діє на різній відстані та енергетичному масштабі. Що менший розмір зв'язаної системи, то вища пов'язана з нею енергія зв'язку.
| Тип                                                          | Опис | Приклад | Рівень                       |
| ------------------------------------------------------------ | --- | --- | ---------------------------- |
| Гравітаційна енергія зв'язку                                 | Енергія гравітаційного тяжіння об'єкта, такого як небесне тіло, — це енергія, необхідна для розширення речовини до нескінченності. | Якби тіло з масою і радіусом Землі складалося виключно з водню-1, то гравітаційна енергія зв'язку цього тіла становила би близько 0,391658 еВ на атом. Якби тіло, що складається з водню-1, мало масу і радіус Сонця, його гравітаційна енергія зв'язку становила би близько 1195,586 еВ на атом. | Астрофізичний рівень         |
| Енергія хімічного зв'язку; енергія розриву хімічного зв'язку | Енергія хімічного зв'язку і енергія розриву хімічного зв'язку — це міри енергії зв'язку між атомами в хімічному зв'язку. Це енергія, необхідна для того, щоб розкласти молекулу на складові атоми. Вона проявляється у вигляді хімічної енергії, наприклад, виділяється при хімічних вибухах, згорянні хімічного палива і біологічних процесах. Величини цих енергій зазвичай лежать у межах декількох електронвольт на зв'язок. | Енергія розриву вуглець-вуглецевого зв'язку становить близько 3,6 еВ. | Молекулярний рівень          |
| Енергія зв'язку електрона; енергія іонізації                 | Енергія зв'язку електрона, більш відома як енергія іонізації, є мірою енергії, необхідної для звільнення електрона з його атомної орбіталі або з твердого тіла. Енергія зв'язку електрона виникає внаслідок електромагнітної взаємодії електрона з ядром та іншими електронами атома, молекули чи твердого тіла і опосередкованої фотонами.                                                                                      | Серед хімічних елементів діапазон енергій іонізації становить від 3,8939 еВ для зовнішнього електрона в атомі цезію до 11,567617 кеВ для внутрішнього електрона в атомі міді. | Атомний рівень               |
| Енергія зв'язку атомів                                       | Енергія зв'язку атома — це енергія, необхідна для того, щоб розділити атом на вільні електрони і ядро. Це сума енергій іонізації всіх електронів, що належать конкретному атому. Енергія зв'язку атома виникає завдяки електромагнітній взаємодії електронів із ядром, опосередкованій фотонами. | Для атома гелію, що має 2 електрони, енергія зв'язку атома дорівнює сумі енергій першої іонізації (24,587 еВ) та другої іонізації (54,418 еВ), що разом становить 79,005 еВ. | Атомний рівень               |
| Ядерна енергія зв'язку                                       | Ядерна енергія зв'язку — це енергія, необхідна для поділу ядра на вільні, незв'язані нейтрони і протони, з яких воно складається. Це енергетичний еквівалент дефекту маси, різниці між масовим числом ядра і його виміряною масою. Визначається ядерною взаємодією або залишковою сильною взаємодією, опосередковуваною трьома типами мезонів.                                                                                   | Середня ядерна енергія зв'язку на один нуклон коливається від 1,11226 МеВ для водню-2 до 8,7945 МеВ для нікелю-62. | Ядерний рівень               |
| Енергія зв'язку у квантовій хромодинаміці                    | Енергія зв'язку у квантовій хромодинаміці хибно використовують для позначення нестачі енергії. Вона стосується маси й кінетичної енергії частинок, які пов'язують різні кварки всередині адрона. Ця енергія виникає внаслідок сильної взаємодії, яка здійснюється глюонами через віртуальні глюони та морські кварки. | Хромодинамічна енергія зв'язку всередині нуклона становить приблизно 99 % від маси нуклона. Хромодинамічна енергія зв'язку протона становить близько 928,9 МеВ, тоді як енергія зв'язку нейтрона становить близько 927,7 МеВ. Велика енергія зв'язку між нижніми кварками (280 МеВ) призводить до того, що в деяких (теоретично очікуваних) реакціях з лямбда-баріонами виділяється 138 МеВ на подію. | Рівень елементарних частинок |

## Зв'язок маса–енергія
Зв'язана система зазвичай має нижчий енергетичний рівень, ніж її незв'язані складові, оскільки її маса має бути меншою за загальну масу незв'язаних складових. У системах із низькою енергією зв'язку ця «втрачена» під час зв'язування маса може бути відносно малою, тоді як у системах із високою енергією зв'язку відсутня маса може мати достатню для вимірювання величину. Ця маса може бути втрачена у вигляді тепла або світла, причому виділену енергію пов'язує зі втраченою масою рівняння Ейнштейна E = mc2. У процесі зв'язування компоненти системи можуть переходити у вищі енергетичні стани ядра/атома/молекули, зберігаючи свою масу, тому маса може зменшитися лише після вилучення цієї енергії із системи. Коли система охолоне до нормальних температур і повернеться до основних енергетичних станів, вона матиме меншу масу, ніж зразу після об'єднання, коли вона мала високу енергію. Ця втрата теплоти являє собою «дефіцит маси», а саме тепло зберігає втрачену масу (відносно початкової системи). Ця маса з'явиться в будь-якій іншій системі, яка поглине цю теплоту і підвищить внутрішню енергію.
Наприклад, якщо два об'єкти притягуються в просторі через своє гравітаційне поле, сила притягання прискорює об'єкти, збільшуючи їхню швидкість, що перетворює їхню потенціальну енергію (гравітацію) в кінетичну. Коли частинки або проходять одна крізь одну без взаємодії, або пружно відштовхуються під час зіткнення, отримана кінетична енергія (пов'язана зі швидкістю) починає повертатися в потенціальну енергію, розштовхуючи частинки, що зіткнулися. Частинки, що сповільнюються, повертаються на початкову відстань і далі в нескінченність, або зупиняються і повторюють зіткнення (відбувається коливання). Це свідчить про те, що система, яка не втрачає енергії, не об'єднується (не зв'язується) у суцільний об'єкт, частини якого коливаються на коротких відстанях. Щоб зв'язати частинки, кінетична енергія, отримана внаслідок притягання, має розсіюватися силою опору. Складені об'єкти зазвичай зазнають непружного зіткнення, при цьому частина кінетичної енергії перетворюється на внутрішню енергію, яка далі випромінюється у формі фотонів (світло і тепло). Коли ж енергія, потрібна для виходу з гравітаційної взаємодії, розсіюється під час зіткнення, частинки коливатимуться на меншій, можливо, атомній відстані, завдяки цьому виглядаючи як суцільний об'єкт. Цю втрачену енергію, необхідну для подолання потенціального бар'єру і розділення об'єктів, називають енергією зв'язку. Якби ця енергія зв'язку зберігалася в системі у вигляді тепла, її маса не зменшувалася б. Це ілюструє «дефіцит маси» холодної зв'язаної системи.
Подібні міркування застосовують до хімічних і ядерних реакцій. Під час екзотермічної хімічної реакції в замкнутій системі маса не змінюється, але стає меншою, коли тепло реакції відводиться, хоча ця зміна маси є надто малою для вимірювання за допомогою стандартного обладнання. У ядерних реакціях частка маси системи, яку виділяється у вигляді світла або тепла, тобто енергії зв'язку, часто є набагато більшою. Тому її можна виміряти безпосередньо як різницю мас між масами спокою реагентів і (охолоджених) продуктів. Це пояснюється тим, що ядерні сили є порівняно сильнішими від кулонівських сил, пов'язаних із взаємодією між електронами та протонами, які викликають утворення теплоти в хімії.

### Дефект маси
Зміну маси (зменшення) у зв'язаних системах, зокрема атомних ядрах, також називають дефектом маси або дефіцитом маси.
Різниця між розрахованою масою незв'язаної системи та експериментально виміряною масою ядра (зміну маси) позначають Δm. Обчислити її можна так:
Зміна маси = (розрахована маса незв'язаної системи) − (виміряна маса системи)
наприклад (сума мас протонів і нейтронів) − (виміряна маса ядра)
Після того, як відбувається ядерна реакція, яка приводить до збудженого ядра, енергія, яка повинна бути випромінена або іншим чином видалена як енергія зв'язку, щоб перейти до незбудженого стану, може мати одну з кількох форм. Це можуть бути електромагнітні хвилі, наприклад гамма-випромінювання; кінетична енергія викинутої частинки, такої як електрон під час внутрішньої конверсії; або частково як маса спокою однієї чи кількох випущених частинок, таких як бета-частинки. Теоретично не може виникнути дефіцит маси, поки це випромінювання або цю енергію не виведено з системи.
Коли нуклони зв'язуються, утворюючи ядро, вони повинні втратити трохи маси. Ця зміна маси повинна вивільнятися у вигляді енергії фотонів або інших частинок, як зазначено вище, відповідно до співвідношення E = mc2. Таким чином, енергія зв'язку = зміна маси × c2. Ця енергія характеризує сили, які утримують нуклони разом. Таку енергію потрібно отримати з навколишнього середовища, щоб ядро розпалося на окремі нуклони.
Наприклад, ядро дейтерію має дефект маси 0,0023884 Da, а його енергія зв'язку становить майже 2,23 МеВ. Це означає, що енергія 2,23 МеВ необхідна для розпаду ядра дейтерію.
Енергія, що виділяється під час ядерного синтезу або поділу ядра, дорівнює різниці енергій зв'язку «палива», тобто початкового(их) нукліда(ів), та енергії зв'язку продуктів поділу або синтезу. На практиці цю енергію також можна розрахувати за різницею мас між «паливом» і продуктами, для чого попередньо вимірюють атомні маси нуклідів. Ця різниця мас з'являється після відведення виділеного тепла та випромінювання, що необхідно для вимірювання мас (спокою) (незбуджених) нуклідів, для яких проводять розрахунок.